# Maxwell Bay
Die Maxwell Bay (in Argentinien Bahía Guardia Nacional, in Chile Bahía Fildes) ist eine Bucht zwischen King George Island und Nelson Island im Archipel der Südlichen Shetlandinseln. Ihre breite Einfahrt befindet sich an der Südwestseite. Von der Fildes Strait auf der Nordwestseite wird sie durch einige Brandungsfelsen getrennt.
Der britische Seefahrer und Robbenjäger James Weddell benannte die Bucht im Verlauf seiner Antarktisfahrt (1822–1824) als Maxwell Strait. Namensgeber ist Leutnant Francis Maxwell (1789–1863), der mit Weddell bei der Royal Navy von 1813 bis 1814 auf der Brigg Avon gedient hatte. Das UK Antarctic Place-Names Committee nahm 1960 eine Anpassung der Benennung vor, um der eigentlichen Natur des Objekts besser zu entsprechen. Namensgeber der argentinischen Benennung ist das Schiff Guardia Nacional, das 1923 unter Kapitän Ricardo Vago bei einer Versorgungsfahrt zur Orcadas-Station im Packeis stecken blieb. Chilenische Wissenschaftler benannten die Bucht dagegen nach dem britischen Robbenjäger Robert Fildes (1793–1827).
Die Maxwell Bay weist eine hohe Dichte an ganzjährig besetzten Forschungsstationen auf. Von Ost nach West sind dies zunächst die argentinische Carlini-Station auf der Potter-Halbinsel und die südkoreanische König-Sejong-Station auf der Barton-Halbinsel. Auf der Fildes-Halbinsel, die das Westufer der Bucht bildet, liegen von Nord nach Süd die uruguayische Artigas-Station, die russische Bellingshausen-Station und in deren unmittelbarer Nachbarschaft die chilenischen Stationen Escudero und Frei, die größten Stationen des Gebiets. Im Süden der Halbinsel liegt die chinesische Große-Mauer-Station. Innerhalb der Bucht auf dem der Fildes-Halbinsel vorgelagerten Ardley Island befindet sich die nur im Sommer besetzte chilenische Messstation Julio Ripamonti. Chile betreibt außerdem den Flughafen Teniente Rodolfo Marsh.
Deutschland betreibt das der argentinischen Station angegliederte Dallmann-Labor.
An dem der Bucht unmittelbar gegenüber liegenden Ufer der Nelson-Insel liegt die tschechische Forschungsstation ECO Nelson.